# Tyne Cot Memorial

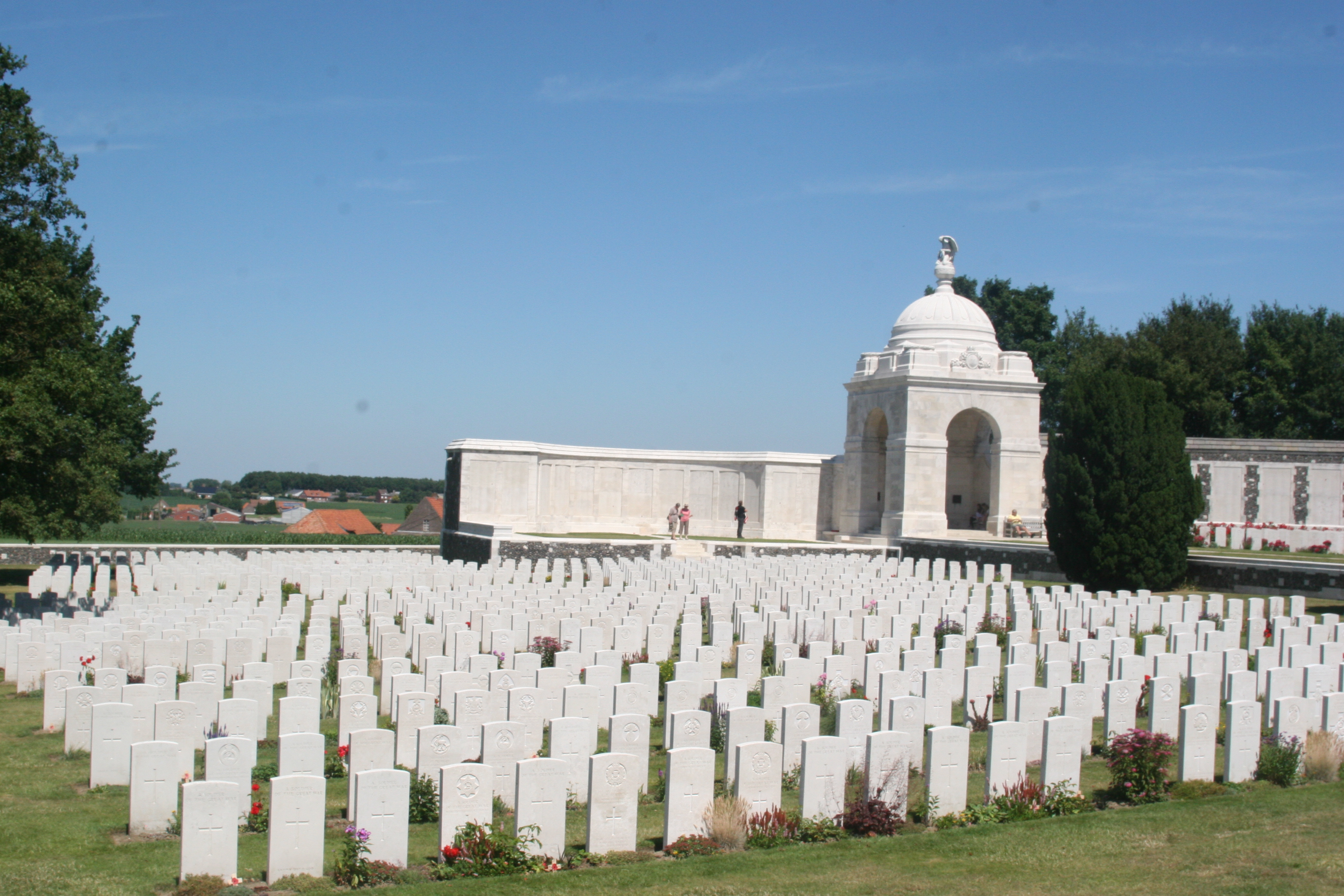
Tyne Cot Cemetery and Memorial

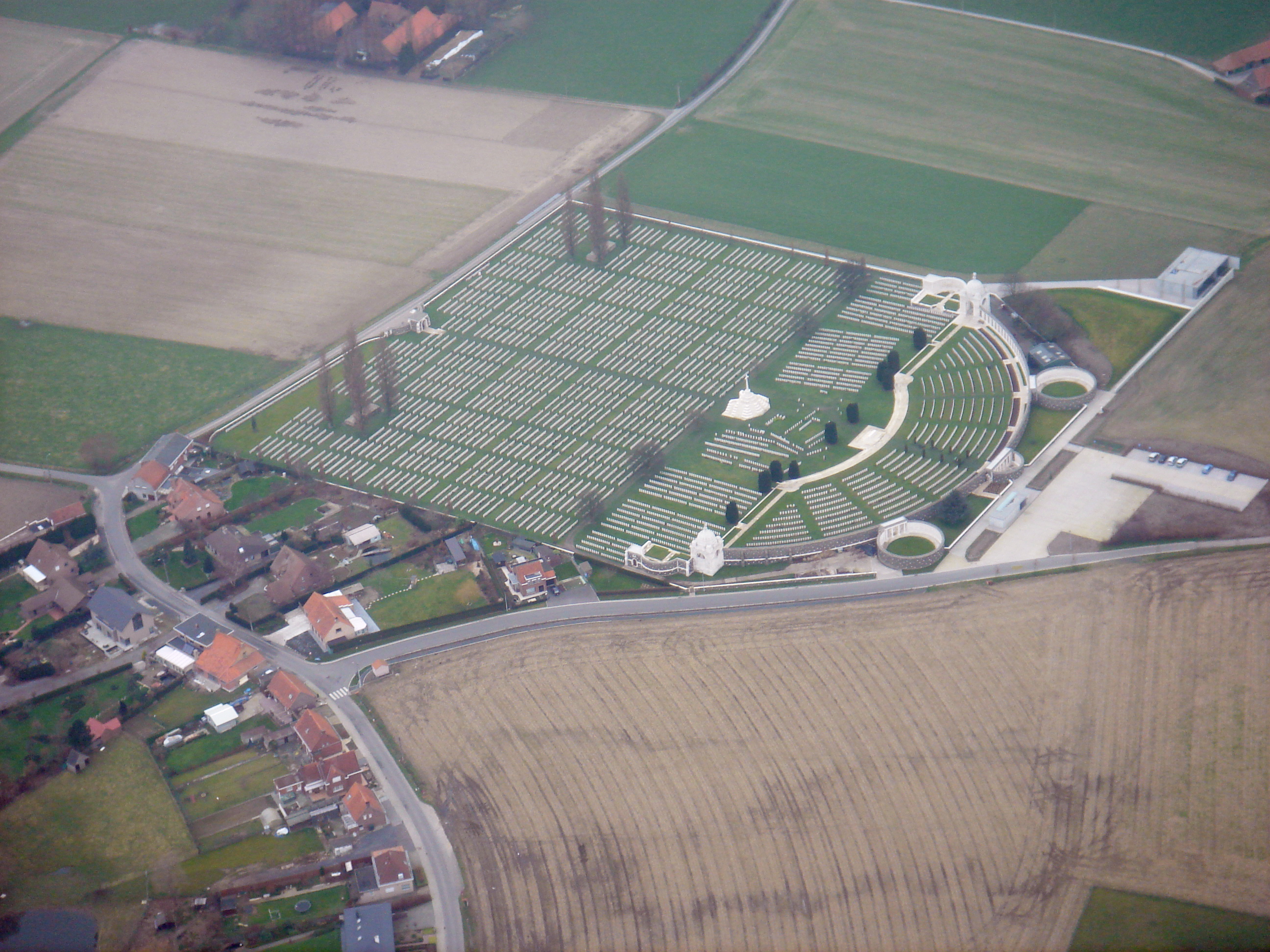
Luftbild

Das Tyne Cot Commonwealth War Graves Cemetery and Memorial to the Missing ist ein Soldatenfriedhof für die im Ersten Weltkrieg an der Westfront im Ypernbogen gefallenen Soldaten aus Ländern des heutigen Commonwealth of Nations. Friedhof und Ehrenmal befinden sich am Stadtrand von Passendale in Belgien.
Die Gedenkstätte wurde auf einem Landrücken angelegt, der während der Dritten Flandernschlacht als Teil der strategisch bedeutsamen Flandern-1-Stellung von deutscher Seite mit mehreren Pillbox-Bunkern befestigt worden war. Diese sind noch erhalten. Auf einem der Bunker steht das „Cross of Sacrifice“, das auf allen von der Commonwealth War Graves Commission errichteten und unterhaltenen Soldatenfriedhöfen zu finden ist.
Ein erster Friedhof wurde am 6. Oktober 1917 angelegt, wenige Tage nachdem australische und neuseeländische Soldaten die Stellung erobert hatten. Ursprünglich waren hier 343 Soldaten beigesetzt. Nach dem Waffenstillstand 1918 wurden Gefallene von den Schlachtfeldern von Passendale und Langemark sowie aus kleineren Friedhöfen hier bestattet oder hierher umgebettet. Heute ruhen auf dem Friedhof 11.961 Soldaten; nur 3.613 von ihnen sind namentlich bekannt.
Das Ehrenmal, welches den Friedhof nach Nordosten hin begrenzt, trägt die Namen von etwa 35.000 im Ypernbogen vermissten Personen, deren Grabstellen nicht bekannt sind. Entworfen wurde es von Herbert Baker und am 20. Juni 1927 enthüllt.
Die Kämpfe im Ypernbogen forderten so viele Menschenleben, dass die Namen der alleine dort ohne Grabstelle Gebliebenen auf mehrere Ehrenmale verteilt werden mussten:
- Die Menenpoort in Ypern trägt die Namen der Vermissten aus den heutigen Commonwealth-Staaten, mit Ausnahme Neuseelands. Der Gefallenen aus dem Vereinigten Königreich wird bis zum Datum des 16. Augusts 1917 namentlich gedacht.
- An alle nach dem 16. August 1917 Gefallenen aus dem Vereinigten Königreich und Neuseeland erinnert das Tyne Cot Memorial.
- Die Namen weiterer neuseeländischer gefallener Soldaten finden sich auf den Ehrenmalen des Buttes New British Cemetery und des Messines Ridge British Cemetery.[1]